# 화성반월초등학교
화성반월초등학교는 대한민국 경기도 화성시에 있는 공립 초등학교이다.

## 학교 연혁
- 2015년 2월 6일 화성반월초등학교 설립 인가
- 2015년 3월 1일 화성반월초등학교 9학급 개교, 화성반월초 병설유치원 4학급(특수 1학급) 개원
- 2015년 3월 1일 초대 김선진 교장선생님 취임
- 2015년 3월 9일 화성반월초등학교 15학급 인가
- 2015년 3월 18일 제1회 학부모총회 및 학교교육 설명회
- 2015년 4월 2일 화성반월초등학교 20학급 인가
- 2015년 4월 10일 제1회 학교운영위원회 개최
- 2015년 4월 24일 화성반월초등학교 21학급 인가
- 2015년 5월 1일 개교 기념일
- 2015년 6월 30일 화성반월초등학교 23학급 인가
- 2015년 9월 1일 화성반월초등학교 24학급 인가
- 2016년 2월 5일 화성반월초등학교 제1회 졸업식
- 2016년 3월 1일 화성반월초등학교 28학급(특수 1학급) 인가
- 2017년 2월 10일 화성반월초등학교 제2회 졸업식
- 2017년 3월 1일 화성반월초등학교 39학급(특수 1학급) 인가
- 2017년 5월 10일 화성반월초등학교 41학급(특수 1학급) 인가
- 2018년 2월 9일 화성반월초등학교 제3회 졸업식
- 2018년 3월 1일 화성반월초등학교 46학급(특수 1학급) 인가
- 2019년 2월 1일 화성반월초등학교 제4회 졸업식
- 2019년 3월 1일 제 2대 김연숙 교장선생님 부임
- 2019년 3월 4일 화성반월초등학교 50학급(특수 1학급) 인가
- 2020년 1월 7일 화성반월초등학교 제5회 졸업식
- 2020년 3월 2일 화성반월초등학교 49학급(특수 1학급) 인가
- 2022년 3월 1일 제 3대 김종기 교장선생님 부임
- 2023년 12월 29일 제 9회 졸업식(262명 졸업, 누계 1503명)
- 2024년 3월 1일 제 4대 조인석 교장선생님 부임
- 2024년 3월 1일 화성반월초등학교 58학급(특수 2학급 별도) 인가